# Internazionali di Tennis di Baviera 2018 - Qualificazioni singolare
Le qualificazioni del singolare degli Internazionali di Tennis di Baviera 2018 sono state un torneo di tennis preliminare per accedere alla fase finale della manifestazione. I vincitori dell'ultimo turno sono entrati di diritto nel tabellone principale. In caso di ritiro di uno o più giocatori aventi diritto a questi sono subentrati i lucky loser, ossia i giocatori che hanno perso nell'ultimo turno ma che avevano una classifica più alta rispetto agli altri partecipanti che avevano comunque perso nel turno finale.

## Teste di serie
1. Marius Copil (qualificato)
2. Jürgen Zopp (primo turno)
3. Aleksej Vatutin (primo turno)
4. Martin Kližan (qualificato)

1. Jozef Kovalík (ultimo turno)
2. Norbert Gombos (ultimo turno)
3. Andrej Martin (ultimo turno)
4. Dustin Brown (qualificato)

## Qualificati
1. Marius Copil
2. Dustin Brown

1. Daniel Masur
2. Martin Kližan

## Tabellone

### Legenda
| - Q = Qualificato - WC = Wild card - LL = Lucky loser | - ALT = Alternate - SE = Special Exempt - PR = Protected Ranking | - w/o = Walkover - r = Ritirato - d = Squalificato |

### Sezione 1
|  | Primo turno | Primo turno   | Primo turno  | Primo turno | Primo turno |  |  | Ultimo turno | Ultimo turno  | Ultimo turno | Ultimo turno | Ultimo turno |  |
|  |             |               |              |             |             |  |  |              |               |              |              |              |  |
|  | 1/Alt       | Marius Copil  | Marius Copil | 6           | 6           |  |  |              |               |              |              |              |  |
|  |             | Tim Pütz      | Tim Pütz     | 3           | 2           |  |  | 1/Alt        | Marius Copil  | 4            | 6            | 6            |  |
|  | PR          | Jürgen Melzer | 6            | 3           | 4           |  |  | 7            | Andrej Martin | 6            | 3            | 4            |  |
|  | 7           | Andrej Martin | 1            | 6           | 6           |  |  |              |               |              |              |              |  |

### Sezione 2
|  | Primo turno | Primo turno    | Primo turno  | Primo turno | Primo turno |  |  | Ultimo turno | Ultimo turno | Ultimo turno | Ultimo turno | Ultimo turno |  |
|  |             |                |              |             |             |  |  |              |              |              |              |              |  |
|  | 2           | Jürgen Zopp    | Jürgen Zopp  | 3           | 2           |  |  |              |              |              |              |              |  |
|  |             | Dennis Novak   | Dennis Novak | 6           | 6           |  |  |              | Dennis Novak | 3            | 7            | 65           |  |
|  | Alt         | Kevin Krawietz | 3            | 6           | 62          |  |  | 8            | Dustin Brown | 6            | 64           | 7            |  |
|  | 8           | Dustin Brown   | 6            | 3           | 7           |  |  |              |              |              |              |              |  |

### Sezione 3
|  | Primo turno | Primo turno     | Primo turno | Primo turno | Primo turno |  |  | Ultimo turno | Ultimo turno   | Ultimo turno | Ultimo turno | Ultimo turno |  |
|  |             |                 |             |             |             |  |  |              |                |              |              |              |  |
|  | 3           | Aleksej Vatutin | 3           | 6           | 3           |  |  |              |                |              |              |              |  |
|  | WC          | Daniel Masur    | 6           | 1           | 6           |  |  | WC           | Daniel Masur   | 6            | 6(1)         | 6            |  |
|  | WC          | Rudolf Molleker | 6           | 2           | 4           |  |  | 6            | Norbert Gombos | 3            | 7            | 4            |  |
|  | 6           | Norbert Gombos  | 2           | 6           | 6           |  |  |              |                |              |              |              |  |

### Sezione 4
|  | Primo turno | Primo turno             | Primo turno             | Primo turno | Primo turno |  |  | Ultimo turno | Ultimo turno  | Ultimo turno  | Ultimo turno | Ultimo turno |  |
|  |             |                         |                         |             |             |  |  |              |               |               |              |              |  |
|  | 4           | Martin Kližan           | 4                       | 6           | 6           |  |  |              |               |               |              |              |  |
|  |             | Ernests Gulbis          | 6                       | 3           | 4           |  |  | 4            | Martin Kližan | Martin Kližan | 6            | 6            |  |
|  |             | Sergio Gutiérrez Ferrol | Sergio Gutiérrez Ferrol | 2           | 63          |  |  | 5            | Jozef Kovalík | Jozef Kovalík | 1            | 2            |  |
|  | 5           | Jozef Kovalík           | Jozef Kovalík           | 6           | 7           |  |  |              |               |               |              |              |  |